# Bête de Chaingy
La bête de Chaingy est une bête imaginaire qui puise probablement ses origines dans les attaques, réelles ou supposées, de loups au XIXe siècle.
Elle tire son nom de la commune du département français du Loiret, Chaingy.

## Histoire
La bête de Chaingy serait un animal anthropophage à l'origine d'une attaque le 6 décembre 1814 sur des femmes et des enfants qui ramassaient du bois mort dans la forêt.
Il s'agissait vraisemblablement d'une louve qui fit deux morts et huit blessés. Alexandre-Daniel de Talleyrand-Périgord, préfet à l'époque, ordonna une battue. L’animal aurait été tué vers Cercottes.
Des fables et des complaintes furent ensuite composées sur la bête de Chaingy.
En 1868, le dernier loup de la région fut tué à Chaingy par un braconnier, Blaise Basset. La dépouille de l’animal est aujourd'hui exposée au musée des sciences naturelles d’Orléans.